# طعمه راک اند رول
طعمه راک اند رول (به انگلیسی: Prey for Rock & Roll) فیلمی محصول سال ۲۰۰۳ و به کارگردانی الکس استیرمارک است. در این فیلم بازیگرانی همچون جینا گرشان، دریا د ماتیو، لوری پتی، شلی کول، مارک بلوکاس، اشلی اکشتاین و گرگ ریکارت ایفای نقش کرده‌اند.